# 実験心理学
実験心理学（じっけんしんりがく、英: experimental psychology）は、自然科学の一領域としての心理学の方法であり、実験的手法により心の理解を目指す。研究対象ではなく、研究手法に基づいた分類である。そのため、実験心理学が扱う研究対象は多岐に渡る。一般には知覚心理学、認知心理学、比較心理学、実験的行動分析や、生理心理学および発達心理学の一側面を含んでいる。
イブン・ハイサム（アルハーゼン）は、実験心理学の先駆者とされることがある。これは、彼の著作『光学の書』において視知覚や錯視を実験的に扱ったことによる。実験的手法は、同時代のペルシャの心理学者ビールーニーによっても開発され、彼は反応時間の概念を発見した。さらなる発展が訪れたのは19世紀にヴィルヘルム・ヴントが登場してからである。彼は実験心理学という領域を確立し、実験心理学に数学的・定量的な手法を導入した。このことから、彼は実験心理学の父と考えられている。ヴントは自身を心理学者あるいは研究・実験的心理学者と名乗った最初の例である。彼はライプツィヒ大学に心理学研究室を創設し、構成主義心理学派の祖となった。
他の実験心理学者には、エビングハウスやティッチナーなど、実験的手法に内観法を用いたものがいる。しかしながら20世紀の前半には、特に米国における実験心理学は行動主義と密接に結びつき、精神現象を無視することにつながった。ヨーロッパではこの傾向は比較的弱く、バートレット、クレイク、ヒック、ブロードベントらの影響のもとで、実験心理学者は思考、記憶、注意などのテーマを研究した。このことが、後の認知心理学の発達の基礎となった。
20世紀の後半には、心理学分野の拡大や副次的な方法論の増加により、"実験心理学"という語の意味は変化することになった。実験心理学者は多くの手法を用いるようになり、厳密に実験的な手法以外の方法も用いるようになった。このことの原因のひとつは、科学哲学の発展が実験的手法の絶対的な地位に影響したことがあげられる。その一方で実験的手法は、発達心理学や社会心理学など、従来は実験心理学の分野ではなかった領域においても用いられるようになっている。今日、実験心理学という語は、洗練され名声のある学会や学術雑誌、大学における心理学専攻の名前などに用いられ続けている。